# WeatherTech SportsCar Championship 2025
Navigation
Édition précédente Édition suivante
La saison 2025 du WeatherTech SportsCar Championship est la douzième édition de cette compétition issue de la fusion des championnats American Le Mans Series et Rolex Sports Car Series. Il s'agit de la deuxième saison avec pour catégorie reine la catégorie GTP, composée des voitures type LMDh et pour la première fois, de voitures LMH.
Au sein de ce championnat, une mini-série regroupant les cinq principales courses (24 Heures de Daytona, 12 Heures de Sebring, 6 Heures de Watkins Glen, Battle on the Bricks et Petit Le Mans) existe, dont Michelin reste partenaire en lui donnant le nom de Michelin Endurance Cup.

## Calendrier
| Rnd. | Course                                       | Durée               | Classes             | Circuit                        | Lieu          | État, Pays             | Date            |
| ---- | -------------------------------------------- | ------------------- | ------------------- | ------------------------------ | ------------- | ---------------------- | --------------- |
| 1    | Rolex 24 at Daytona                          | 24 heures           | Toutes              | Daytona International Speedway | Daytona Beach | Floride, États-Unis    | 25 & 26 janvier |
| 2    | Mobil 1 Twelve Hours of Sebring              | 12 heures           | Toutes              | Sebring International Raceway  | Sebring       | Floride, États-Unis    | 15 mars         |
| 3    | Acura Grand Prix of Long Beach               | 1 heure 40 minutes  | GTP & GTD           | Circuit urbain de Long Beach   | Long Beach    | Californie, États-Unis | 12 avril        |
| 4    | Tirerack.com Monterey Sportscar Championship | 2 heures 40 minutes | GTP, GTD Pro & GTD  | Circuit de Laguna Seca         | Monterey      | Californie, États-Unis | 11 mai          |
| 5    | Detroit Grand Prix                           | 1 heure 40 minutes  | GTP & GTD Pro       | Circuit urbain de Détroit      | Détroit       | Michigan, États-Unis   | 31 mai          |
| 6    | Sahlen's Six Hours of The Glen               | 6 heures            | Toutes              | Watkins Glen International     | Watkins Glen  | New York, États-Unis   | 22 juin         |
| 7    | Chevrolet Grand Prix                         | 2 heures 40 minutes | LMP2, GTD Pro & GTD | Canadian Tire Motorsport Park  | Bowmanville   | Ontario, Canada        | 13 juillet      |
| 8    | IMSA SportsCar Weekend                       | 2 heures 40 minutes | Toutes              | Road America                   | Elkhart Lake  | Wisconsin, États-Unis  | 3 août          |
| 9    | Michelin GT Challenge at VIR                 | 2 heures 40 minutes | GTD Pro & GTD       | Virginia International Raceway | Alton         | Virginie, États-Unis   | 24 août         |
| 10   | Tirerack.com Battle On The Bricks            | 6 heures            | Toutes              | Indianapolis Motor Speedway    | Speedway      | Indiana, États-Unis    | 21 septembre    |
| 11   | Motul Petit Le Mans                          | 10 heures           | Toutes              | Road Atlanta                   | Braselton     | Géorgie, États-Unis    | 11 octobre      |

## Engagés

### GTP
La classe GTP est composée des voitures répondant aux réglementations LMDh et LMH, créée conjointement par l'IMSA et l'ACO.
La Balance des Performances (BOP) entre les GTP est vérifiée, avec notamment des essais en soufflerie pour mesurer les performances aérodynamiques des voitures. Les commissaires de l'IMSA testent et vérifient également les moteurs avec pour objectif de maintenir une puissance maximale de 600 ch et un niveau comparable de puissance et de couple.
Les pneus Michelin sont utilisés par toutes les voitures.
Cette saison, Aston Martin rejoint la catégorie avec une voiture répondant à la réglementation LMH et engagée par Heart of Racing Team. Une seule Aston Martin Valkyrie AMR-LMH est engagée pour la saison. Trois Cadillac sont engagées; deux Cadillac de l'écurie Wayne Taylor Racing et celle du Whelen Cadillac Racing. Cette collaboration entre le constructeur américain et WTR fait suite à la séparation avec l'équipe Chip Ganassi Racing. Acura annonce également renouer son partenariat avec Meyer Shank Racing pour l'exploitation de ses deux voitures.
Les voitures n°7, 10 et 31 participent également au 24 Heures du Mans, invités par l'Automobile Club de l'Ouest, organisateur de la course.
| No. | Pays | Écurie                                    | Voiture                       | Pilotes               | Pilotes             | Pilotes          | Pilotes              |
| GTP | GTP  | GTP                                       | GTP                           | GTP                   | GTP                 | GTP              | GTP                  |
| --- | ---- | ----------------------------------------- | ----------------------------- | --------------------- | ------------------- | ---------------- | -------------------- |
| 5   |      | Proton Competition                        | Porsche 963                   | Julien Andlauer       | Neel Jani           | Nicolas Pino     | Tristan Vautier      |
| 6   |      | Porsche Penske Motorsport                 | Porsche 963                   | Matt Campbell         | Mathieu Jaminet     | Kévin Estre      |                      |
| 7   |      | Porsche Penske Motorsport                 | Porsche 963                   | Felipe Nasr           | Nick Tandy          | Laurens Vanthoor |                      |
| 10  |      | Cadillac Wayne Taylor Racing              | Cadillac V-Series.R           | Filipe Albuquerque    | Ricky Taylor        | Will Stevens     | Brendon Hartley      |
| 23  |      | Aston Martin Heart of Racing Team         | Aston Martin Valkyrie AMR-LMH | TBA                   | TBA                 | TBA              |                      |
| 24  |      | BMW M Team RLL                            | BMW M Hybrid V8               | Philipp Eng           | Dries Vanthoor      | Kevin Magnussen  | Raffaele Marciello   |
| 25  |      | BMW M Team RLL                            | BMW M Hybrid V8               | Sheldon van der Linde | Marco Wittmann      | Robin Frijns     | René Rast            |
| 31  |      | Cadillac Whelen                           | Cadillac V-Series.R           | Jack Aitken           | Earl Bamber         | Frederik Vesti   | Felipe Drugovich     |
| 40  |      | Cadillac Wayne Taylor Racing              | Cadillac V-Series.R           | Louis Delétraz        | Jordan Taylor       | Alex Lynn        | Kamui Kobayashi      |
| 60  |      | Acura Meyer Shank Racing w/Curb Agajanian | Acura ARX-06                  | Tom Blomqvist         | Colin Braun         | Scott Dixon      | Felix Rosenqvist     |
| 63  |      | Automobili Lamborghini Squadra Corse      | Lamborghini SC63              | Mirko Bortolotti      | Romain Grosjean     | Daniil Kvyat     | Edoardo Mortara      |
| 85  |      | JDC Miller MotorSports                    | Porsche 963                   | Gianmaria Bruni       | Tijmen van der Helm | Bryce Aron       | Pascal Wehrlein      |
| 93  |      | Acura Meyer Shank Racing w/Curb Agajanian | Acura ARX-06                  | Renger van der Zande  | Nick Yelloly        | Álex Palou       | Kakunoshin Ohta (en) |

### LMP2

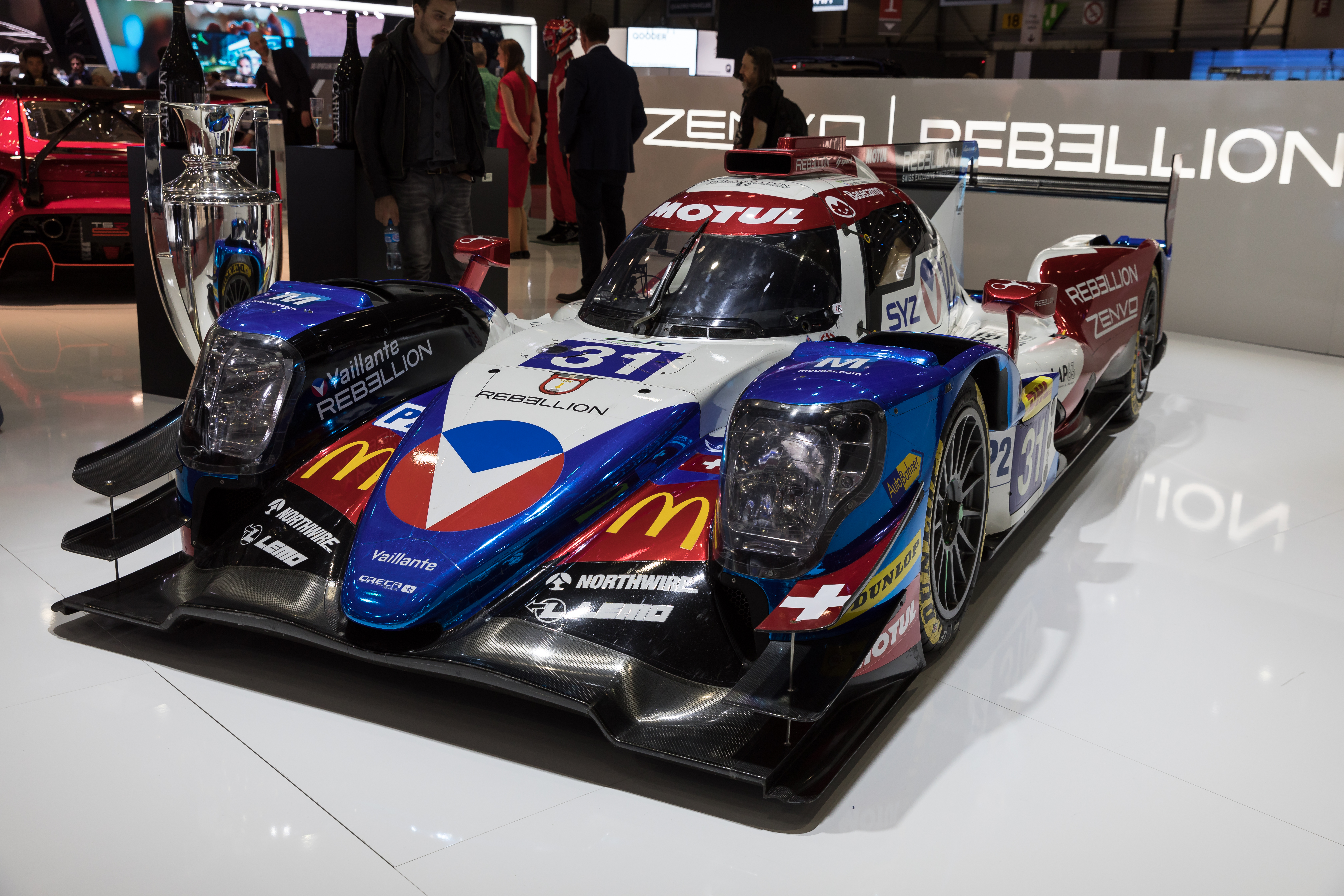
Oreca 07

La classe LMP2 est composée de voitures répondant à la réglementation LMP2 mise en place par l'ACO et la FIA pour le championnat du monde d'endurance FIA, c'est-à-dire comportant un châssis Dallara, Ligier, Oreca ou Riley Technologies, équipé d'un moteur V8 atmosphérique Gibson. Il n'y a pas de BOP dans cette catégorie.
Les pneus Michelin sont utilisés par toutes les voitures.
Cette classe étant une classe Pro-Am c'est-à-dire mélangeant pilotes professionnels et amateurs, chaque voiture ne doit pas être pilotée par plus de deux pilotes de catégories Platinium ou Or sur les courses longues, et doit être pilotée par au moins un pilote Argent ou Bronze sur les autres courses. Le départ doit obligatoirement être pris par le pilote Bronze ou Argent.
| No.  | Pays | Écurie                    | Voiture  | Pilotes            | Pilotes           | Pilotes                  | Pilotes                |
| LMP2 | LMP2 | LMP2                      | LMP2     | LMP2               | LMP2              | LMP2                     | LMP2                   |
| ---- | ---- | ------------------------- | -------- | ------------------ | ----------------- | ------------------------ | ---------------------- |
| 2    |      | United Autosports USA     | Oreca 07 | Nick Boulle        | Ben Hanley        | Oliver Jarvis            | Garnet Patterson       |
| 04   |      | CrowdStrike Racing by APR | Oreca 07 | Colton Herta       | Malthe Jakobsen   | George Kurtz             | Toby Sowery (en)       |
| 8    |      | Tower Motorsports         | Oreca 07 | Sébastien Bourdais | John Farano       | Sebastián Álvarez (en)   | Job van Uitert         |
| 11   |      | TDS Racing                | Oreca 07 | Mikkel Jensen      | Steven Thomas     | Hunter McElrea (en)      | Charles Milesi         |
| 18   |      | Era Motorsport            | Oreca 07 | Paul-Loup Chatin   | Ryan Dalziel      | David Heinemeier Hansson | Tobias Lütke           |
| 22   |      | United Autosports USA     | Oreca 07 | James Allen        | Paul di Resta     | Dan Goldburg             | Rasmus Lindh (en)      |
| 43   |      | Inter Europol Competition | Oreca 07 | Tom Dillmann       | Jon Field         | Bijoy Garg (en)          | António Félix da Costa |
| 52   |      | PR1 Mathiasen Motorsports | Oreca 07 | Mathias Beche      | Rodrigo Sales     | Benjamin Pedersen (en)   | Ben Keating            |
| 73   |      | Pratt Miller Motorsports  | Oreca 07 | Chris Cumming      | Pietro Fittipaldi | James Roe Jr. (en)       | Callum Ilott           |
| 74   |      | Riley                     | Oreca 07 | Felipe Fraga       | Gar Robinson      | Josh Burdon              | Felipe Massa           |
| 88   |      | PECOM Racing              | Oreca 07 | Dylan Murry        | Nicklas Nielsen   | Luís Pérez Companc       | Matthieu Vaxiviere     |
| 99   |      | AO Racing                 | Oreca 07 | Dane Cameron       | P. J. Hyett (en)  | Jonny Edgar              | Christian Rasmussen    |

### GT Daytona Pro
La classe GT Daytona est composée de voitures correspondant à la réglementation GT3 mise en place par la FIA. Les constructeurs Aston Martin, Audi, Bentley, BMW, Callaway, Ferrari, Honda, Lamborghini, Lexus, McLaren, Mercedes, Nissan et Porsche ont des voitures qui répondent au règlement mis en place.
Une Balance des Performances (BOP) est mise en place par l'IMSA afin d'harmoniser les performances des voitures. Les pneus Michelin sont utilisés par toutes les voitures.
| No.     | Pays    | Écurie                                       | Voiture                          | Pilotes                | Pilotes              | Pilotes              | Pilotes              |
| GTD Pro | GTD Pro | GTD Pro                                      | GTD Pro                          | GTD Pro                | GTD Pro              | GTD Pro              | GTD Pro              |
| ------- | ------- | -------------------------------------------- | -------------------------------- | ---------------------- | -------------------- | -------------------- | -------------------- |
| 1       |         | Paul Miller Racing                           | BMW M4 GT3 Evo                   | Madison Snow           | Neil Verhagen (en)   | Connor De Phillippi  | Kelvin van der Linde |
| 3       |         | Corvette Racing par Pratt Miller Motorsports | Chevrolet Corvette Z06 GT3.R     | Antonio García         | Alexander Sims       | Daniel Juncadella    |                      |
| 4       |         | Corvette Racing par Pratt Miller Motorsports | Chevrolet Corvette Z06 GT3.R     | Nicky Catsburg         | Tommy Milner         | Nicolás Varrone (en) |                      |
| 007     |         | Heart of Racing Team                         | Aston Martin Vantage AMR GT3 Evo | Roman De Angelis (en)  | Ross Gunn (en)       | Alex Riberas         | Marco Sørensen       |
| 9       |         | Pfaff Motorsports                            | Lamborghini Huracán GT3 EVO2     | Andrea Caldarelli      | James Hinchcliffe    | Marco Mapelli (en)   | Jordan Pepper        |
| 14      |         | Vasser Sullivan Racing                       | Lexus RC F GT3                   | Ben Barnicoat          | Aaron Telitz         | Kyle Kirkwood        | Townsend Bell        |
| 20      |         | Proton Competition                           | Porsche 911 GT3 R (992)          | Matteo Cressoni        | Richard Lietz        | Thomas Preining      | Claudio Schiavoni    |
| 48      |         | Paul Miller Racing                           | BMW M4 GT3                       | Dan Harper (en)        | Max Hesse (en)       | Augusto Farfus       | Jesse Krohn          |
| 64      |         | Ford Multimatic Motorsports                  | Ford Mustang GT3                 | Sebastian Priaulx (en) | Mike Rockenfeller    | Austin Cindric       | Ben Barker           |
| 65      |         | Ford Multimatic Motorsports                  | Ford Mustang GT3                 | Christopher Mies       | Frédéric Vervisch    | Dennis Olsen         |                      |
| 69      |         | GetSpeed                                     | Mercedes-AMG GT3 Evo             | Anthony Bartone        | Maxime Martin        | Fabian Schiller      | Luca Stolz           |
| 75      |         | 75 Express                                   | Mercedes-AMG GT3 Evo             | Maro Engel             | Jules Gounon         | Mikaël Grenier       | Kenny Habul          |
| 77      |         | AO Racing                                    | Porsche 911 GT3 R (992)          | Klaus Bachler          | Laurin Heinrich (en) | Alessio Picariello   |                      |
| 81      |         | DragonSpeed                                  | Ferrari 296 GT3                  | Albert Costa           | Miguel Molina        | Thomas Neubauer (en) | Davide Rigon         |
| 91      |         | Trackhouse by TF Sport                       | Chevrolet Corvette Z06 GT3.R     | Ben Keating            | Scott McLaughlin     | Shane van Gisbergen  | Connor Zilisch (en)  |

### GT Daytona
La classe GT Daytona est composée de voitures correspondant à la réglementation GT3 mise en place par la FIA. Les constructeurs Aston Martin, Audi, Bentley, BMW, Callaway, Ferrari, Honda, Lamborghini, Lexus, McLaren, Mercedes, Nissan, et Porsche, ont des voitures qui répondent au règlement mis en place.
Une Balance des Performances (BOP) est mise en place par l'IMSA afin d'harmoniser les performances des voitures. Les pneus Michelin sont utilisés par toutes les voitures.
Cette classe étant une classe Pro-Am, chaque voiture ne doit pas être pilotée par plus de deux pilotes Platinium ou Or sur les courses longues, et doivent être pilotées par au moins un pilote Argent ou Bronze sur les autres courses. Le départ doit obligatoirement être pris par le pilote Bronze ou Argent.
| No. | Pays           | Écurie                            | Voiture                          | Pilotes                | Pilotes              | Pilotes               | Pilotes               |
| GTD | GTD            | GTD                               | GTD                              | GTD                    | GTD                  | GTD                   | GTD                   |
| --- | -------------- | --------------------------------- | -------------------------------- | ---------------------- | -------------------- | --------------------- | --------------------- |
| 12  |                | Vasser Sullivan Racing            | Lexus RC F GT3                   | Jack Hawksworth        | Parker Thompson (en) | Frankie Montecalvo    | Kyle Kirkwood         |
| 13  |                | AWA                               | Chevrolet Corvette Z06 GT3.R     | Matthew Bell           | Orey Fidani          | Lars Kern             | Marvin Kirchhöfer     |
| 19  |                | Van der Steur Racing              | Aston Martin Vantage AMR GT3 Evo | Valentin Hasse-Clot    | Anthony McIntosh     | Maxime Robin          | Rory van der Steur    |
| 21  |                | AF Corse                          | Ferrari 296 GT3                  | Kei Cozzolino          | Simon Mann           | Alessandro Pier Guidi | Lilou Wadoux          |
| 021 |                | Triarsi Competizione              | Ferrari 296 GT3                  | Stevan McAleer (en)    | Sheena Monk (en)     | Mike Skeen (en)       | James Calado          |
| 023 |                | Triarsi Competizione              | Ferrari 296 GT3                  | Eddie Cheever III (en) | Alessio Rovera       | Charles Scardina      | Onofrio Triarsi       |
| 27  |                | Heart of Racing Team              | Aston Martin Vantage AMR GT3 Evo | Mattia Drudi (en)      | Tom Gamble           | Zacharie Robichon     | Casper Stevenson (en) |
| 32  |                | Korthoff Competition Motors       | Mercedes-AMG GT3 Evo             | Kenton Koch (en)       | Seth Lucas (en)      | Maximilian Götz       | Daniel Morad          |
| 34  |                | Conquest Racing                   | Ferrari 296 GT3                  | Manny Franco           | Daniel Serra         | Cédric Sbirrazzuoli   | Giacomo Altoè (en)    |
| 36  |                | DXDT Racing                       | Chevrolet Corvette Z06 GT3.R     | Charlie Eastwood       | Alec Udell (en)      | Salih Yoluç           | Pipo Derani           |
| 36  | Robert Wickens | DXDT Racing                       | Chevrolet Corvette Z06 GT3.R     |                        |                      |                       |                       |
| 44  |                | Magnus Racing                     | Aston Martin Vantage AMR GT3 Evo | Andy Lally             | John Potter          | Spencer Pumpelly      | Nicki Thiim           |
| 45  |                | Wayne Taylor Racing avec Andretti | Lamborghini Huracán GT3 EVO2     | Danny Formal           | Trent Hindman        | Graham Doyle          | Kyle Marcelli (en)    |
| 47  |                | Cetilar Racing                    | Ferrari 296 GT3                  | Antonio Fuoco          | Nicola Lacorte       | Roberto Lacorte       | Lorenzo Patrese (en)  |
| 50  |                | AF Corse                          | Ferrari 296 GT3                  | Riccardo Agostini      | Conrad Laursen       | Arthur Leclerc        | Custodio Toledo       |
| 57  |                | Winward Racing                    | Mercedes-AMG GT3 Evo             | Lucas Auer             | Indy Dontje          | Philip Ellis          | Russel Ward           |
| 66  |                | Gradient Racing                   | Ford Mustang GT3                 | Till Bechtolsheimer    | Tatiana Calderón     | Joey Hand             | Harry Tincknell       |
| 70  |                | Inception Racing                  | Ferrari 296 GT3                  | Brendan Iribe          | Ollie Millroy        | Frederik Schandorff   | David Fumanelli (en)  |
| 78  |                | Forte Racing (en)                 | Lamborghini Huracán GT3 EVO2     | Mario Farnbacher       | Mikhail Goikhberg    | Parker Kligerman (en) | Franck Perera         |
| 80  |                | Lone Star Racing                  | Mercedes-AMG GT3 Evo             | Scott Andrews          | Ralf Aron            | Eric Filgueiras       | Dan Knox              |
| 83  |                | Iron Dames                        | Porsche 911 GT3 R (992)          | Sarah Bovy             | Rahel Frey           | Karen Gaillard        | Michelle Gatting      |
| 96  |                | Turner Motorsport                 | BMW M4 GT3 Evo                   | Robby Foley            | Patrick Gallagher    | Jens Klingmann        | Jake Walker           |
| 120 |                | Wright Motorsports                | Porsche 911 GT3 R (992)          | Adam Adelson           | Elliott Skeer        | Tom Sargent           | Ayhancan Guvan        |